# Osteodes warreni
Osteodes warreni là một loài bướm đêm trong họ Geometridae.